# MTV Movie Awards 2007
Vyhlášení amerických filmových cen MTV 2007 se uskutečnilo 3. června 2007 v Universal Amphitheatre v Los Angeles v Kalifornii. Moderátorem ceremoniálu byla Sarah Silvermanová.

## Moderátoři a vystupující

### Moderátor
- Mike Myers

### Hudební vystoupení
- Rihanna feat. Jay-Z – „Umbrella“
- Amy Winehouse – „Rehab“

## Nominace a ocenění
| Film roku | Film roku |
| --- | --- |
| Piráti z Karibiku: Truhla mrtvého muže - 300: Bitva u Thermopyl - Ledově ostří - Borat: Nakoukání do amerycké kultůry na obědnávku slavnoj kazašskoj národu - Malá Miss Sunshine | |
| Nejlepší herecký výkon | Objev roku |
| Johnny Depp – Piráti z Karibiku: Truhla mrtvého muže - Gerard Butler – 300: Bitva u Thermopyl - Jennifer Hudson – Dreamgirls - Keira Knightley – Piráti z Karibiku: Truhla mrtvého muže - Beyoncé – Dreamgirls - Will Smith – Štěstí na dosah | Jaden Smith – Štěstí na dosah - Emily Bluntová – Ďábel nosí Pradu - Abigail Breslin – Malá Miss Sunshine - Lena Headeyová – 300: Bitva u Thermopyl - Mary Elizabeth Winstead – Nezvratný osud 3 - Justin Timberlake – Alpha Dog                              |
| Nejlepší filmař na vysoké škole | Nejlepší letní film, který jste ještě neviděli |
| Josh Greenbaum – Border Patrol (Univerzita Jižní Kalifornie) - Robert Dastoli – Southwestern Orange County vs. The Flying Saucers (Univerzita Centrální Floridy) - Maria Gigante – Girls Room (Columbia College Chicago) - Alexander Poe – Please Forget I Exist (Kolumbijská univerzita) - Andrew Shipsides – Bottleneck (Savannah College of Art & Design) | Transformers - Křižovatka smrti 3 - Hairspray - Fantastická čtyřka a Silver Surfer - Spider-Man 3 - Božský Evan - Harry Potter a Fénixův řád - Když si Chuck bral Larryho - Simpsonovi ve filmu                                                              |
| Nejlepší souboj | Nejlepší polibek |
| - Gerard Butler – 300: Bitva u Thermopyl - Jack Black a Héctor Jiménez vs. Los Duendes – Boží zápasník - Sacha Baron Cohen vs. Ken Davitian – Borat: Nakoukání do amerycké kultůry na obědnávku slavnoj kazašskoj národu - Will Ferrell vs. Jon Heder – Ledově ostří - Uma Thurman vs. Anna Faris – Moje superbejvalka                                       | - Will Ferrell a Sacha Baron Cohen – Ricky Bobby: Nejrychlejší jezdec - Cameron Diaz a Jude Law – Prázdniny - Columbus Short a Meagan Good – Divoký Stomp - Mark Wahlberg a Elizabeth Banks – Nepřemožitelný - Marlon Wayans a Brittany Daniel – Pidihajzlík |
| Nejlepší komediální výkon | Nejlepší zloduch |
| - Sacha Baron Cohen – Borat: Nakoukání do amerycké kultůry na obědnávku slavnoj kazašskoj národu - Emily Bluntová – Ďábel nosí Pradu - Will Ferrell – Ledově ostří - Adam Sandler – Klik – život na dálkové ovládání - Ben Stiller – Noc v muzeu | - Jack Nicholson – Skrytá identita - Tobin Bell – Saw 3 - Bill Nighy – Piráti z Karibiku: Truhla mrtvého muže - Rodrigo Santoro – 300: Bitva u Thermopyl - Meryl Streep – Ďábel nosí Pradu                                                                   |
| Nejlepší filmová parodie | Nejlepší sprostá scéna |
| United 300 – Andy Signore - Texas Chainsaw Musical – Paul Morrell a Zan Passante - Texas Chainsaw Massacre: The Rehab – Noah Harald - Casino Royale with Cheese – Bill Caco - Quentin Tarantino's Little Miss Squirtgun – Velcro Troupe | Jason Mewes and Kevin Smith – Clerks II: Muži za pultem - Alicia Keys a Common – Sejmi eso - Steve-O – Jackass 2 - Dax Shepard a Efren Ramirez – Rande měsíce                                                                                                |

### MTV Generation Award
- Mike Myers